# Korisnički direktorij
Korisnička mapa ili home direktorij (ili folder ili mapa) je direktorij koji sadrži osobne datoteke (ili fajlove) određenog korisnika sustava.
Na Unixolikim sistemima u to spadaju konfiguracijske datoteke (najčešće su skrivene, nazivi im počinju s točkom), dokumenti, programi itd. Home direktorij je definiran kao dio korisničkog računa (u /etc/passwd datoteci). Na mnogim sistemima - uključujući većinu Linux distribucija i varijanti BSDa (primjerice OpenBSD), home direktorij svakog korisnika je u formi /home/imekorisnika. Home direktorij root korisnika (administrator, ima sva prava na sistemu) je /root ili /var/root (na Mac OS X-u).